# Talaromyces piceus
Talarómyces píceus (лат.) — вид несовершенных грибов (телеоморфная стадия неизвестна), относящийся к роду таларомицес (Talaromyces). Ранее включался в состав рода пеницилл (Penicillium) как Penicillium piceum (пеницилл смоляно-чёрный).

## Описание
Колонии на CYA на 7-е сутки 2—2,5 см в диаметре, с белым и светло-жёлтым, иногда также с оранжевым мицелием, кратеровидные в центре, шерстистые, со скудным или вовсе не выраженным спороношением в серо-зелёных тонах. Экссудат присутствует в виде бесцветных и светло-оранжевых капелек. Растворимый пигмент светло-коричневый. Реверс колоний коричневый.
На агаре с солодовым экстрактом (MEA) колонии обычно с белым и светло-жёлтым мицелием, в центре несколько приподнятые, рыхло-пучковатые. Спороношение скудное до обильного, серо-зелёное. Экссудат в виде бесцветных капелек. Реверс коричневый. Растворимый пигмент в среду не выделяется.
На агаре с дрожжевым экстрактом и сахарозой (YES) колонии с белым и жёлтым мицелием, шерстистые или пучковатые, со скудным или отсутствующим спороношением. Растворимый пигмент не выделяется, реверс колоний оранжевый или коричнево-оранжевый в центре, по краям жёлто-оранжевый.
Конидиеносцы — двухъярусные кисточки, с гладкостенной ножкой 10—65 мкм длиной и 2,5—3,5 мкм толщиной, вздутой на верхушке до 5,5 мкм. Метулы в мутовке по 4—8, 8—14 мкм длиной. Фиалиды игловидные, по 3—6 в пучке, 7—10 × 2,5—3,5 мкм. Конидии эллипсоидальные, гладкостенные, 2—3,5 × 2—4 мкм.
Термотолерант. При 30 °C на CYA на 7-е сутки колонии 2,8—2,3 см в диаметре, при 37 °C — 3—3,5 см. Нормально растёт при 40 °C.

### Отличия от близких видов
Определяется по двухъярусным кисточкам со вздутыми на верхушке ножками. Термотолерантный вид, лучше растёт при 37 °C, чем при 25 °C. Talaromyces columbinus отличается более медленным ростом при 25 °C, но ещё более быстрым — при 37 °C.

## Экология
Преимущественно почвенный гриб, изредка встречающийся в качестве загрязнителя на разных органических субстратах.

## Таксономия
Talaromyces piceus (Raper & Fennell) Samson, Yilmaz, Frisvad & Seifert, Stud. Mycol. 70: 176 (2011). — Penicillium piceum Raper & Fennell, Mycologia 40 (5): 533 (1948).

### Синонимы
- Penicillium ilerdanum C.Ramírez & A.T.Martínez, 1980
- Penicillium piceum Raper & Fennell, 1948